# اعلامیه حقوق مردم بومی
ویرایش 

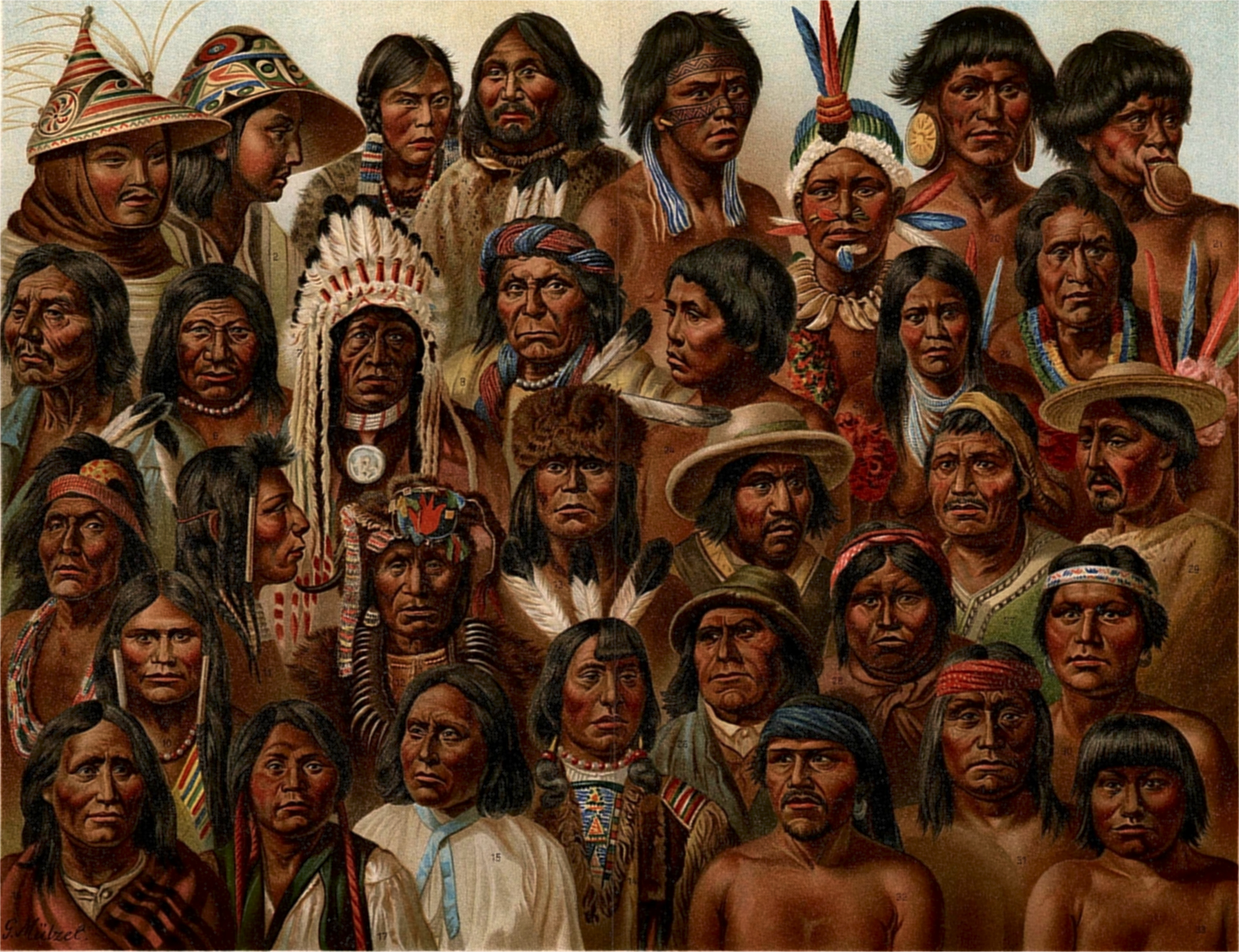
یک نقاشی از بومیان آمریکا در سال ۱۹۰۴

اعلامیه سازمان ملل متحد برای حقوق مردم بومی در جریان ۶۲ مین مجمع عمومی این سازمان در ۱۳ سپتامبر ۲۰۰۷ در نیویورک به تصویب رسید.
با وجود اینکه اعلامیه مجمع عمومی طبق قانون بین‌الملل الزام قانونی ندارد طبق بیانیه مطبوعاتی سازمان ملل این اعلامیه «نماینده توسعه پویای هنجارهای قانونی بین‌المللی بوده و نشان دهنده تعهد دول عضو ملل متحد برای حرکت به سوی مسیرهایی مشخص است؛ ملل متحد
آن را استانداردی مهم برای رفتار با مردم بومی توصیف می‌کند که بی شک ابزاری مهم برای حذف موارد نقض حقوق بشری ۳۷۰ میلیون مردم بومی است و به آنان برای مبارزه با تبعیض و به حاشیه رفتن کمک می‌کند».